# (60) Echo
(60) Echo ist ein Asteroid des inneren Hauptgürtels, der am 14. September 1860 vom US-amerikanischen Astronomen James Ferguson am Old Naval Observatory in Washington, D.C. entdeckt wurde. Es war seine dritte und letzte Asteroidenentdeckung.
Der Asteroid wurde benannt nach Echo, einer Oreade, die von Hera wegen ihres Plapperns ihrer Sprache beraubt wurde, außer der Fähigkeit, die letzten an sie gerichteten Worte zu wiederholen. Sie verliebte sich später in Narziss, der aber von ihrer Art zu sprechen verjagt wurde. Allmählich verkümmerte sie, bis nichts mehr übrig war außer ihrer Stimme. Der Asteroid wurde vom Entdecker zunächst Titania genannt in Unkenntnis der bereits erfolgten Vergabe dieses Namens für einen Mond des Uranus durch John Herschel. In einem Schreiben an John Russell Hind kündigte er seine Absicht an, ihn sogleich gegen Echo auszutauschen.

## Wissenschaftliche Auswertung
Aus Ergebnissen der IRAS Minor Planet Survey (IMPS) wurden 1992 Angaben zu Durchmesser und Albedo für zahlreiche Asteroiden abgeleitet, darunter auch (60) Echo, für die damals Werte von 60,2 km bzw. 0,25 erhalten wurden. Radarastronomische Untersuchungen am Arecibo-Observatorium vom 5. bis 19. Oktober 2001 bei 2,38 GHz ergaben einen effektiven Durchmesser von 60 ± 7 km. Eine Auswertung von Beobachtungen durch das Projekt NEOWISE im nahen Infrarot führte 2011 zu vorläufigen Werten für den Durchmesser und die Albedo im sichtbaren Bereich von 60,0 km bzw. 0,19. Ein Vergleich von Daten, die von 1978 bis 2011 an der Sternwarte Ondřejov in Tschechien und am Table Mountain Observatory in Kalifornien gesammelt wurden, mit den Daten von NEOWISE führte 2012 zu Werten für den Durchmesser und die Albedo von 60,0 km bzw. 0,20. Nach neuen Messungen mit NEOWISE wurden die Werte 2014 auf 43,2 km bzw. 0,37 geändert.
Photometrische Beobachtungen des Asteroiden erfolgten erstmals am 7. Februar 1958 am McDonald-Observatorium in Texas. Die im Verlauf von etwa acht Stunden gemessene Lichtkurve zeigte wenig Veränderung, daher wurde vermutet, dass der Asteroid entweder in Polansicht zu sehen war, dass die Rotationsperiode sehr lang ist (möglicherweise im Bereich von 30 Stunden) oder dass der Asteroid nahezu kugelförmig ist. Eine weitere Lichtkurve, die am 31. Mai 1970 am Kitt-Peak-Nationalobservatorium in Arizona aufgezeichnet wurde, deutete auch auf eine lange Periode hin. Nachdem Messungen vom 1. bis 9. August 1978 am Cerro Tololo Inter-American Observatory in Chile auf eine Periode von etwa 52 Stunden hingewiesen hatten, schienen auch Beobachtungen vom 12. November bis 18. Dezember 1979 am Table Mountain Observatory (TMO) in Kalifornien eine solche Periode zu bestätigen, konnten jedoch durch eine unbrauchbare Referenz nicht weiter ausgewertet werden. Eine weitere Beobachtung vom 20. November 1979 am Osservatorio Astronomico di Torino in Italien konnte ebenfalls zunächst nicht weiter ausgewertet werden.

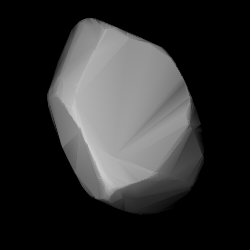
Berechnetes 3D-Modell von (60) Echo

Neue photometrische Beobachtungen erfolgten während 13 Nächten vom 26. Januar bis 20. Februar 1984 am Gila Observatory in Arizona. Aus der aufgezeichnete Lichtkurve konnte jetzt eine Rotationsperiode des Asteroiden von 25,21 h bestimmt werden. In einer Untersuchung von 1989 wurden die zuvor nicht weiter auswertbaren Messungen des TMO von 1979 noch einmal neu bewertet. Dazu wurden auch die Beobachtungen aus 1958, 1978, 1979 in Turin, 1984 sowie weitere Messungen vom 6. Januar 1980 am La-Silla-Observatorium in Chile und vom 10. Januar und 7. Februar 1984 am TMO verwendet. Es wurde jetzt aus den TMO-Daten ein gemittelter Wert für die Rotationsperiode von 25,204 h abgeleitet.
In einer Untersuchung von 1993 konnten aus den archivierten Lichtkurven eine Rotationsperiode von 25,1574 h und erstmals zwei alternative Lösungen für die Position der Rotationsachse mit prograder Rotation sowie die Achsenverhältnisse eines dreiachsig-ellipsoidischen Gestaltmodells für den Asteroiden bestimmt werden. Aus aufgezeichneten Daten des Lowell-Observatoriums wurde dann in einer Untersuchung von 2016 ein dreidimensionales Modell des Asteroiden für zwei alternative Positionen der Rotationsachse, allerdings mit retrograder Rotation, und eine Periode von 25,2285 h berechnet.
Aus archivierten Daten des Asteroid Terrestrial-impact Last Alert System (ATLAS) aus dem Zeitraum 2015 bis 2018 konnte in einer Untersuchung von 2022 mit der Methode der konvexen Inversion eine Rotationsperiode von 25,231 h berechnet werden. Im Jahr 2023 wurde aus photometrischen Messungen von Gaia DR3 erneut ein dreidimensionales Gestaltmodell des Asteroiden für zwei alternative Rotationsachsen mit retrograder Rotation und einer Periode von 25,230 h berechnet.
Abschätzungen von Masse und Dichte für den Asteroiden (60) Echo aufgrund von gravitativen Beeinflussungen auf Testkörper ergaben in einer Untersuchung von 2012 eine Masse von etwa 0,315·1018 kg, was mit einem angenommenen Durchmesser von etwa 60 km zu einer Dichte von 2,78 g/cm³ führte bei einer Porosität von 16 %. Diese Werte besitzen eine Unsicherheit im Bereich von ±12 %.